# Liste der Erzbischöfe von Gaeta
Die folgenden Personen waren Bischöfe und Erzbischöfe von Gaeta (Italien):
- 787 – Campolo
- 830 – Johannes I.
- 845 – Konstantin
- 861 – Leo
- 867 – Ramfo
- 899 – Deusdedit
- 914 – Bono
- 933 – Peter I.
- 945 – Marino I.
- 972 – Stefan
- 995 – Leo III.
- 997 – Bernard
- 1049 – Leo IV.
- 1090 – Rainald
- 1105 – Albert
- 1124 – Riccardo
- 1148 – Teodino
- 1151 – Trasmundo
- 1152 – Giacinto
- 1169 – Rinaldo II.
- 1179 – Johannes II.
- 1188 – Peter II.
- 1200 – Egidio
- 1217 – Adenolfo
- 1252 – Peter III.
- 1256 – Benvenuto
- 1276 – Bartolomeo Maltacea
- 1290 – Matteo Baraballo
- 1306 – Francesco I.
- 1321 – Francesco II. Gattola
- 1341 – Antonio I. De Aribandis
- 1348 – Ruggero Frezza
- 1358 – Bernardo (?)
- 1376 – Johannes III.
- 1381 – Pietro IV. Argis
- 1396 – Agostino
- 1397 – Umbertino
- 1399 – Nicola
- 1404 – Marino II.
- 1422 – Antonio II. di Zagarolo
- 1426 – Giovanni IV. De Normandis
- 1442 – Felix
- 1444 – Giacomo
- 1461 – Francesco Patrizi
- 1494 – Paolo Odierna
- 1506 – Ferdinando di Ferrara
- 1442 – Felice
- 1444 – Giacomo
- 1461 – Francesco Patrizi
- 1494 – Baccio Ugolini
- 1506 – Ferdinando di Ferrara
- 1518 – Galeazzo Butringario
- 1518 – Tommaso Kardinal De Vio
- 1535 – Esteban Gabriel Kardinal Merino
- 1537 – Pietro V. Hores
- 1541 – Antonio III. Lunello
- 1560 – Pietro VI. Lunello
- 1587 – Idelfonso Lasso Sedeño (auch Erzbischof von Cagliari)
- 1598 – Giovanni IV. de Ganges
- 1605 – Domingo (Pedro) de Oña OdeM
- 1634 – Giacinto II. de Cerro OP
- 1637 – Geronimo Domin Funes OCarm
- 1651 – Gabriele Ortiz de Orcè
- 1662 – Antonio IV. Paretes
- 1665 – Baldassarre de Valdes
- 1669 – Martino Ibañez de Villanueva
- 1676 – Antonio V. del Rio Culmenares
- 1678 – Lorenzo Mayers Caramuel
- 1683 – Giuseppe I. Sanz de Villaragut
- 1693 – Giuseppe II. Guerriero de Torres
- 1722 – Carlo I. Pignatelli
- 1730 – Giacomo II. Pinaque OCarm
- 1737 – Francesco IV. Lanfreschi
- 1738 – Gennaro Carmognani
- 1771 – Carlo II. Pergamo
- 1792 – Gennaro Francone
- 1797 – Riccardo Capece Minutolo
- 1802 – Michele Sanseverino
- 1802 – Giuseppe Iannitti (Apostolischer Vikar)
- 1818 – Francesco Buonomo
- 1827 – Luigi Maria Parisio
- 1854 – Filippo Cammarota (erster Erzbischof ab 1848)
- 1876 – Nicola Contieri OSBI
- 1892 – Francesco Niola
- 1920 – Anselmo Cecere (Kapitularvikar)
- 1921 – Pasquale Berardi
- 1925 – Salvatore Baccarini (Apostolischer Administrator)
- 1926 – Dionigio Casaroli
- 1966 – Lorenzo Gargiulo
- 1970 – Daniele Ferrari
- 1973 – Luigi Maria Carli
- 1986 – Giovanni De Vellis (Administrator)
- 1986 – Vincenzo Maria Farano
- 1997 – Pier Luigi Mazzoni
- 2007 – Bernardo Fabio D’Onorio OSB
- 2016 – Luigi Vari